# Anton Sommer

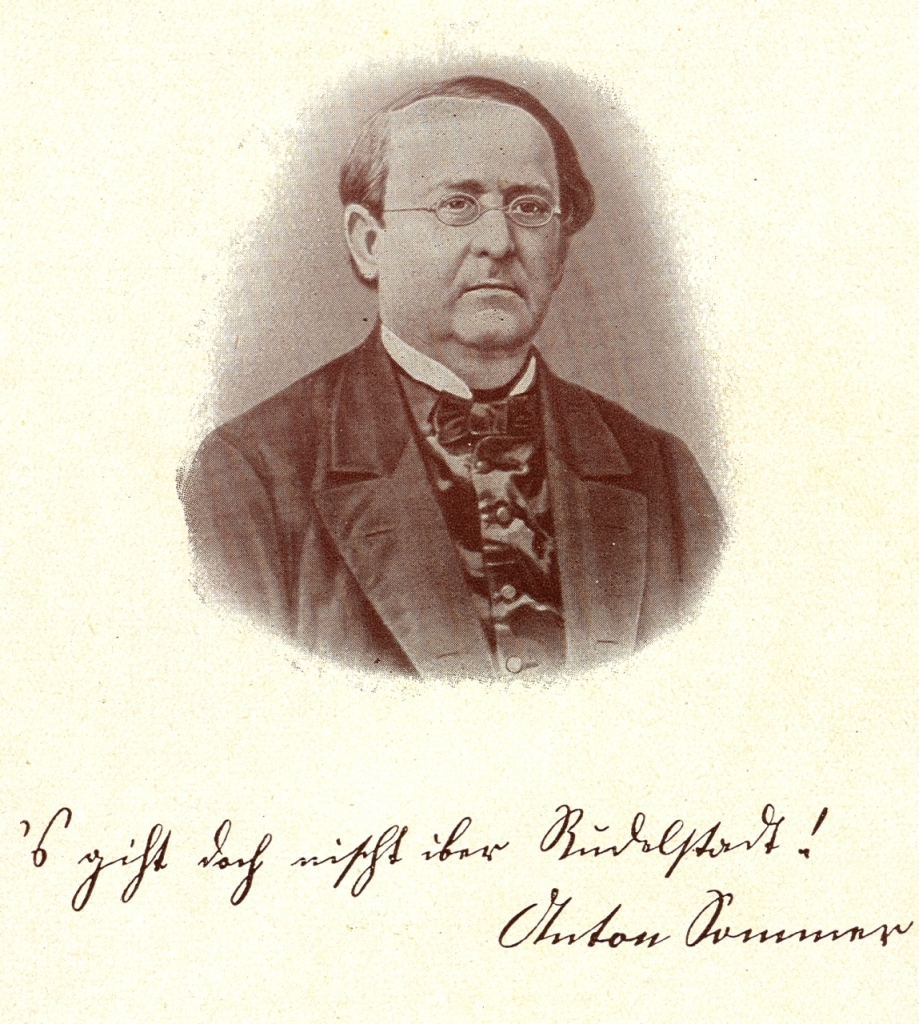
Anton Sommer

Anton Sommer (* 11. Dezember 1816 in Rudolstadt; † 1. Juni 1888 ebenda) war Thüringer Dialektdichter.

## Leben
Sommer studierte von 1835 bis 1838 in Jena Theologie und wirkte anschließend als Hauslehrer in Blankenhain und Magdala sowie als Handelsschullehrer in Berlin. 1850 kehrte er in seine Heimatstadt zurück, wo er eine Privatschule gründete und daneben in der Dorfkirche in Schaala predigen durfte. 1864 wurde er zum Garnisonsprediger in Rudolstadt ernannt, wo er halb erblindet am 1. Juni 1888 starb.
Seine gemütvollen Bilder und Klänge aus Rudolstadt in Volksmundart (11. Aufl., Rudolst. 1886, 2 Bde.) haben viel Beifall gefunden.
Das bekannteste Gedicht ist wohl Hämwieh (Heimweh), das seine Verbundenheit mit seiner Heimat Rudolstadt schildert.

## Werke
- Bilder und Klänge aus Rudolstadt. In Volksmundart. Renovanz & Scheitz, Rudolstadt 1857. (Digitalisat Band 1), (Band 2), (Band 3), (Band 4), (Band 5), (Band 6), (Band 7)

## Ehrungen

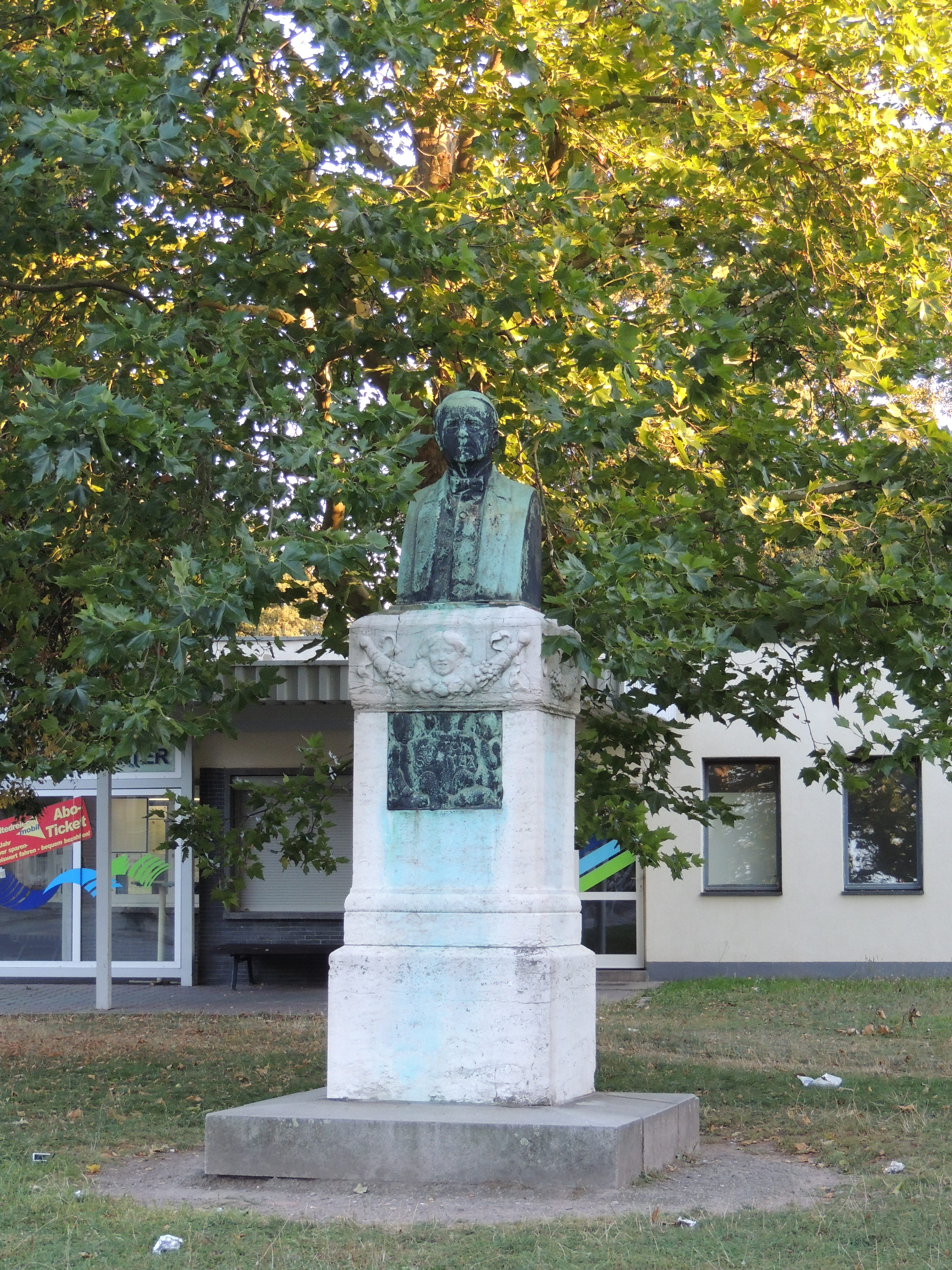
Denkmal auf dem Anger in Rudolstadt

- 1881 Ernennung zum Ehrenbürger der Stadt Rudolstadt
- 11. Dezember: 1888 Enthüllung Gedenktafel Mauerstraße 27
- 8. Oktober 1903: Einweihung des Anton Sommer Denkmales auf dem Anger in Rudolstadt
- 20. Januar 1904: Straßenbenennung in Rudolstadt
- 11. Dezember 1913: Enthüllung Gedenktafel Strumpfgasse 15
- 1. Juni 1988: Enthüllung Gedenktafel Am Gatter 6 (Geburtshaus)

Weiterhin wurde in Rudolstadt eine Schule nach Anton Sommer benannt.

## Bilder

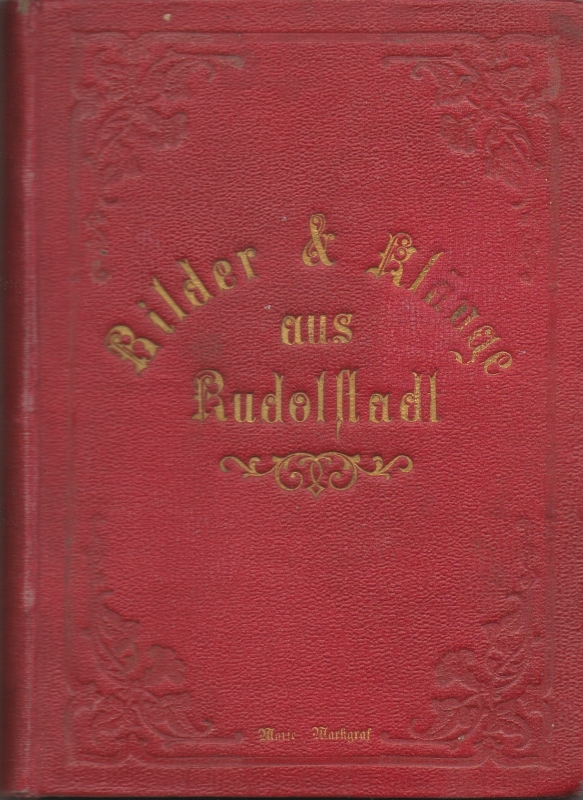
Bilder & Klänge aus Rudolstadt 1868
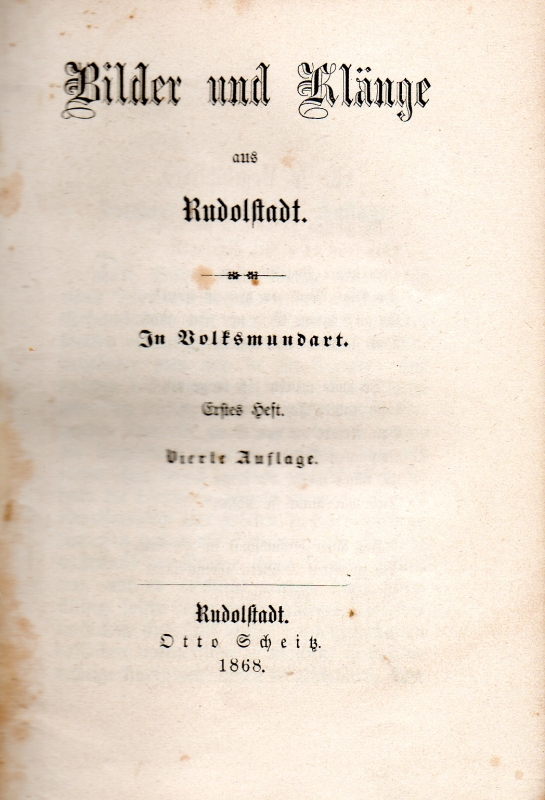
Bilder & Klänge aus Rudolstadt 1868
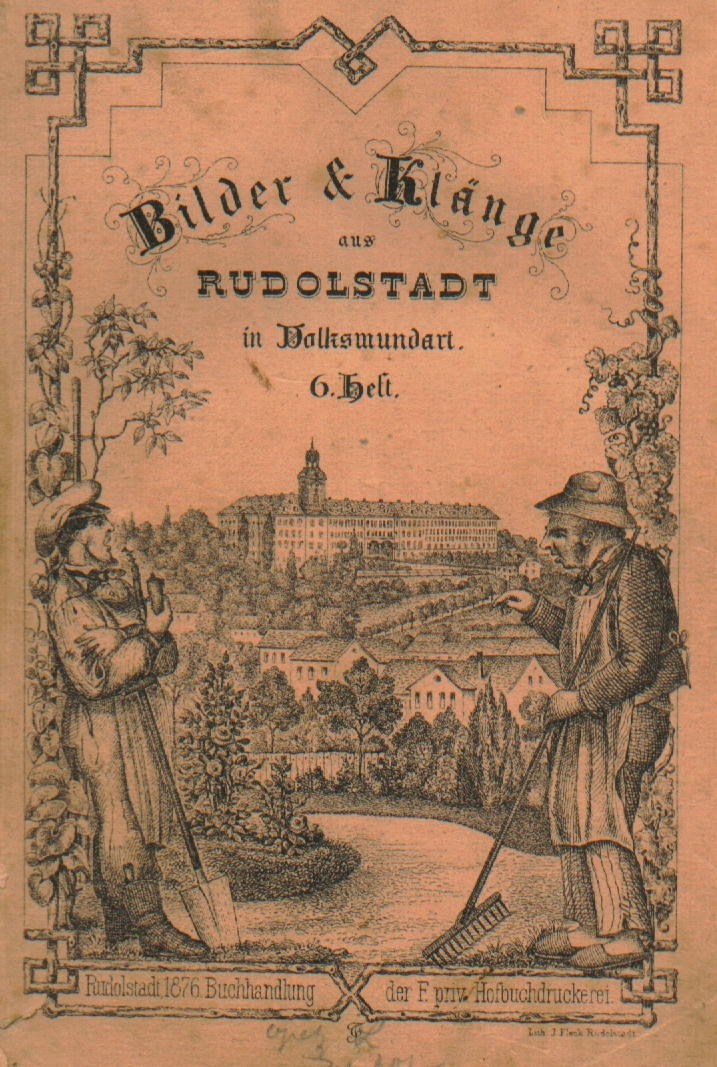
Bilder & Klänge aus Rudolstadt 1876
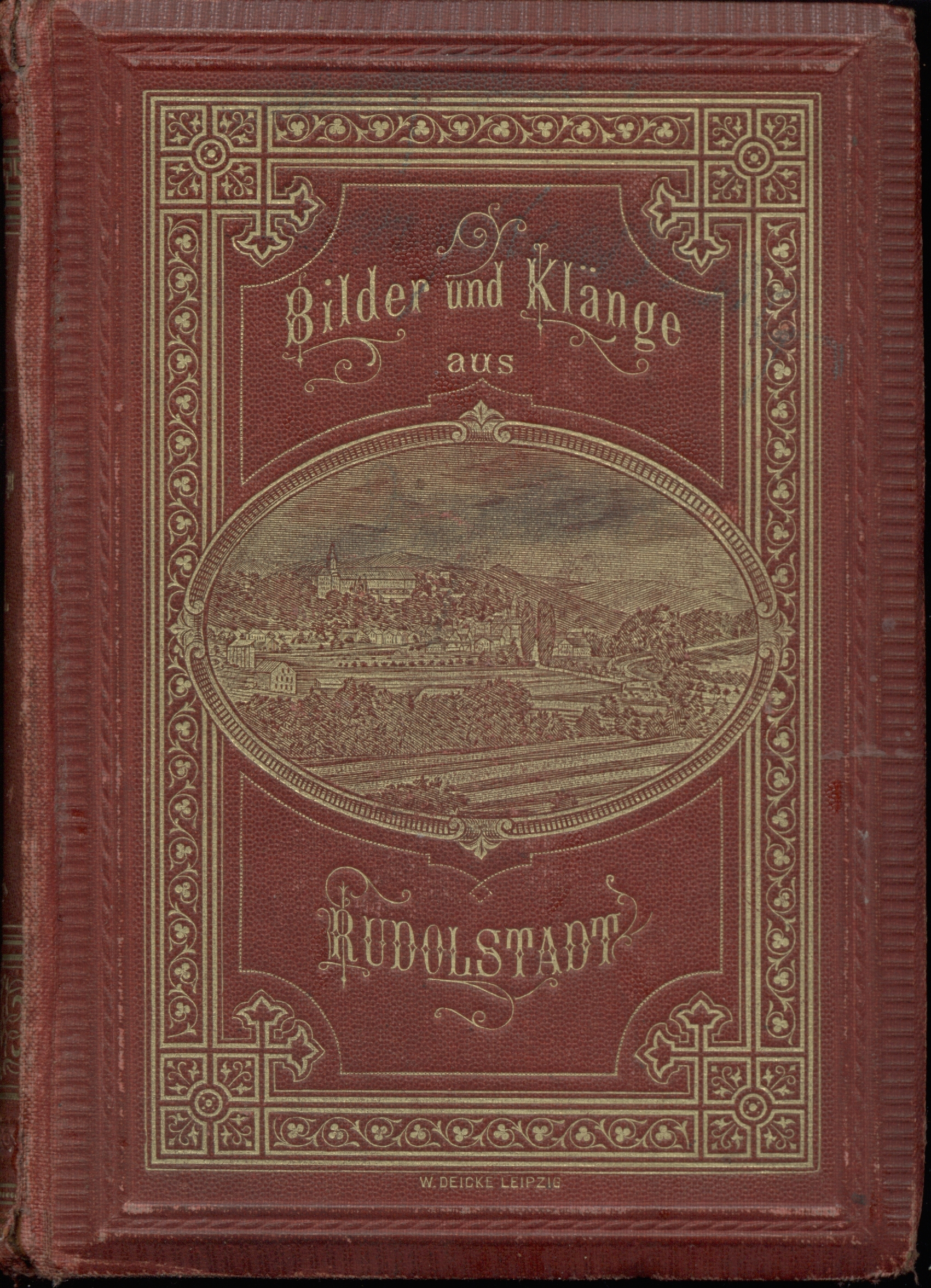
Bilder & Klänge aus Rudolstadt 1881
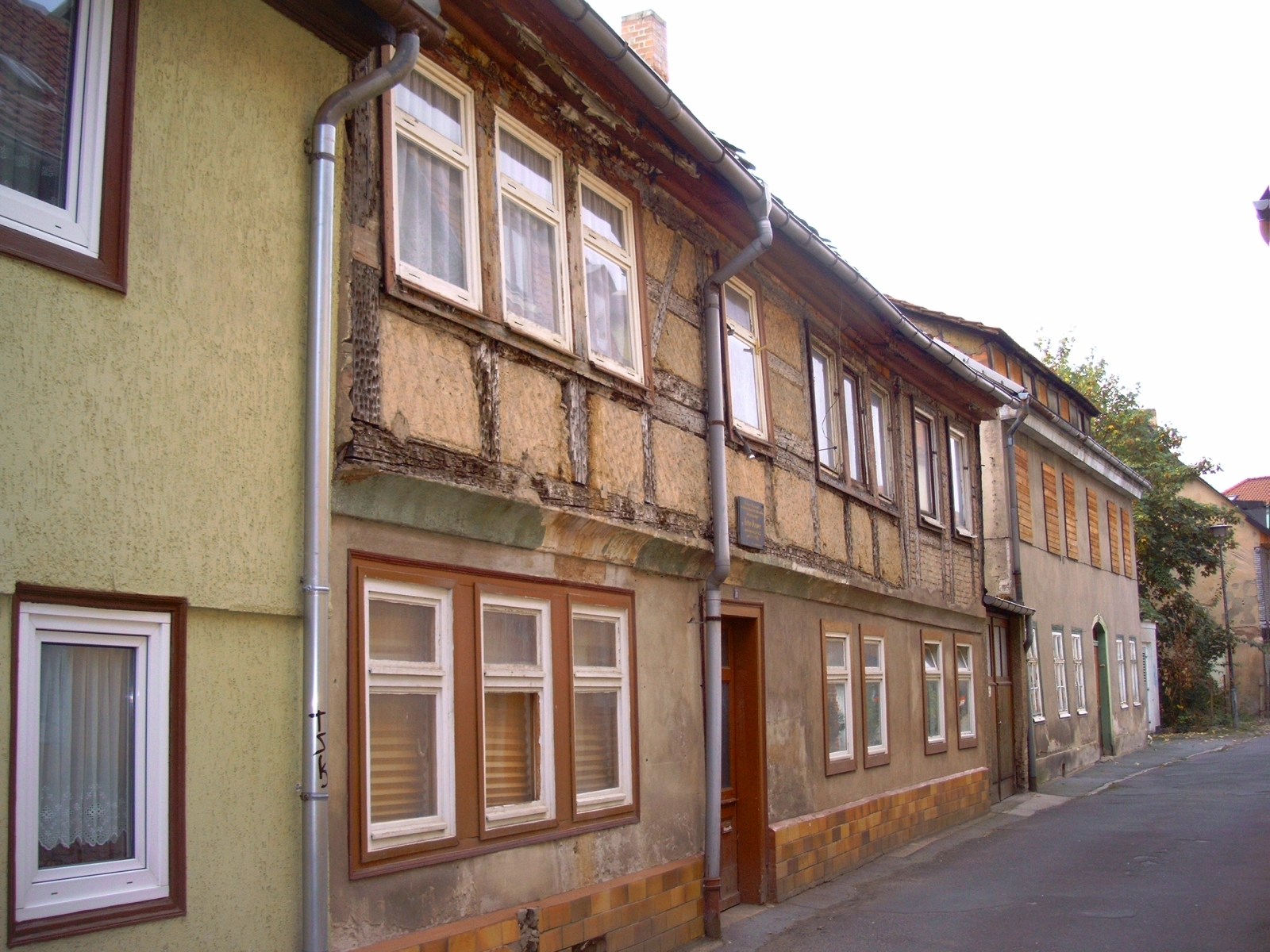
Anton Sommers Wohnhaus in Rudolstadt